# Jacob Josef Manger
Jacob Josef Manger (* 17. Februar 1894 in Düsseldorf; † 12. April 1964 ebenda) war ein Düsseldorfer Gastronom, Schiedsrichter und Fußballfunktionär. Als Schiedsrichter leitete er unter anderem das Halbfinale der Deutschen Fußballmeisterschaft 1928/29 zwischen Hertha BSC und dem 1. FC Nürnberg.

## Leben
Jacob Josef Manger wurde im Jahr 1894 als Sohn des Fabrikarbeiters Josef Manger und seiner Frau Clara Buerger in Düsseldorf geboren. Am 30. Juni 1925 heiratete er dort Antonie Elisabeth Hummel, seine erste Ehefrau, mit der er den Remscheider Hof an der Ecke Oberbilker Allee und Remscheider Straße betrieb. Am 10. September 1931 übernahm er mit seiner Frau das damalige Düsselschlösschen am Schlossufer 1 in Düsseldorf.

## Fußball
Seit seinem 25. Lebensjahr berichteten die lokalen Medien (u. a. die Düsseldorfer Zeitung) regelmäßig von seinen Einsätzen als Schiedsrichter, wobei seine Spielleitung in der Regel sehr positiv hervorgehoben wurde. Anekdotisch ist sein Einsatz beim Spiel Westdeutschland gegen Mitteldeutschland (5:0) in Düsseldorf-Bilk am 28. Januar 1923, das er nur deshalb pfiff, weil der eigentlich vorgesehene Schiedsrichter Barth aus Hamburg sein Ziel nicht rechtzeitig erreicht hatte. Höhepunkt seiner Schiedsrichterkarriere war die Spielleitung des Halbfinales der Deutschen Fußballmeisterschaft, das am 21. Juli 1929 zwischen Hertha BSC und dem 1. FC Nürnberg vor 50.000 Zuschauern im Düsseldorfer Rheinstadion ausgetragen wurde und 3:2 für Hertha BSC endete. Am 31. Juli 1929 wurde Manger zum Vorsitzenden des Gau-Ausschusses Groß-Düsseldorf im Westdeutschen Spiel-Verband (WSV) gewählt. Bei der Meisterfeier von Fortuna Düsseldorf am 12. Juni 1933 vor dem Rathaus übernahm Manger die Ansprache und Übergabe eines Lorbeerkranzes im Namen des WSV. Die Neußer Zeitung berichtete am 5. Februar 1935 von den fünf Düsseldorfer Fußballpionieren, die sich zwei Tage zuvor das Lokalderby VfL Benrath gegen Fortuna Düsseldorf angeschaut hatten und zu denen neben Sepp Herberger auch „Köbes“ Manger gehörte. Eines der letzten von Manger geleiteten Fußballspiele, von dem in der Zeitung berichtet wurde, war das Altherrenspiel der Nürnberger Altmeister-Elf gegen eine Düsseldorfer Fußball-Auswahl, das am 9. November 1941 im Stadion am Flinger Broich 4:2 endete.